# Озаль
Озаль (хорв. Ozalj, угор. Ozaly) — місто в центральній Хорватії, у складі Карловацької жупанії, розташоване на північ від Карловаца і південний захід від Ястребарско, на річці Купа. Місто на півночі прилягає до Жумбераку, а на північному заході — до кордону зі Словенією. Саме місто Озаль налічує 1181 жителі, тоді як однойменна громада — 6817 осіб, 96% з яких становлять хорвати (перепис 2011).

## Населення
Населення громади за даними перепису 2011 року становило 6 817 осіб. Населення самого міста становило 1 181 осіб.
Динаміка чисельності населення громади:
Динаміка чисельності населення міста:

## Населені пункти
Крім міста Озаль, до громади також входять:
- Бадовинці
- Белинсько Село
- Белошичі
- Бошевці
- Брашлєвиця
- Братованці
- Брезьє-Виводинсько
- Брезник
- Брезовиця Жумберацька
- Будим Виводинський
- Буличі
- Цер'є Виводинсько
- Цветище
- Данчуловичі
- Доютровиця
- Доляни-Жумберацькі
- Доній Лович
- Доній Оштрий Врх-Озальський
- Драгошевці
- Дучичі
- Дурлинці
- Дворище Озальсько
- Дворище Виводинсько
- Ференці
- Фратровці-Озальські
- Фур'яничі
- Галезова Драга
- Галин
- Голеші-Жумберацькі
- Голий Врх-Озальський
- Горники-Виводинські
- Горнє Покуп'є
- Горній Лович
- Горній Оштрий Врх-Озальський
- Горщаки-Озальські
- Грандич-Брег
- Грдун
- Гудалі
- Ходинці
- Храстовиця Виводинська
- Іловаць
- Яшково
- Каменці
- Кашт
- Кесери
- Куляї
- Кунчани
- Левкуш'є
- Лієще
- Лович-Прекриський
- Лукшичі-Озальські
- Лукунич-Драга
- Малий Ер'явець
- Малинці
- Новаки-Озальські
- Обреж-Виводинський
- Печаричі
- Петруш-Врх
- Пилатовці
- Подбреж'є
- Подграй
- Полиці Пирище
- Полє Озальсько
- Поповичі-Жумберацькі
- Пожун
- Радатовичі
- Радина-Вас
- Раяковичі
- Руєво
- Секуличі
- Слапно
- Солдатичі
- Сршичі
- Стоявниця
- Светиці
- Светицько Храще
- Шильки
- Шкалєвиця
- Томашниця
- Трещероваць
- Трг
- Вараштоваць
- Великий Ер'явець
- Виний Врх
- Виводина
- Врбанська Драга
- Врховаць
- Врховацький Сопот
- Вршковаць
- Вукетич
- Вуксани
- Заяцько-Село
- Залука
- Зорковаць
- Зорковаць-на-Купі
- Зорковаць-Виводинський